# Psilacrum singaporense
Psilacrum singaporense är en tvåvingeart som beskrevs av Ismay 1986. Psilacrum singaporense ingår i släktet Psilacrum och familjen fritflugor.
Artens utbredningsområde är Singapore. Inga underarter finns listade i Catalogue of Life.